# Conferência de Whitehall
A Conferência de Whitehall foi uma reunião de proeminentes comerciantes, clérigos e advogados ingleses convocados por Oliver Cromwell com o propósito de debater se os judeus deveriam ser readmitidos na Inglaterra. A conferência durou de 4 a 18 de dezembro de 1655.
Enquanto o próprio Cromwell era a favor do reassentamento judaico, os participantes acabaram divididos em três grupos. Os comerciantes londrinos se opuseram ao reassentamento devido a temores de competição econômica, enquanto os clérigos não eram a favor por motivos religiosos. O segundo grupo, composto principalmente por oficiais e figuras militares de Cromwell, apoiou a readmissão com certas precauções incorporadas. Eles eram a favor de dar aos judeus um período probatório durante o qual eles poderiam ser expulsos se se comportassem mal. Esperava-se que eles não blasfemassem contra Cristo ou tentassem converter os cristãos. O terceiro grupo consistia dos Millenarians e Sabbatarians, ambos divididos em alas radicais e mais conservadoras. A ala conservadora dessa facção apoiou a readmissão com cláusulas que possibilitariam que os judeus fossem expulsos se as coisas não saíssem como planejado. A ala radical argumentava que era dever divino da Inglaterra readmitir os judeus, ou então enfrentar a ira de Deus. A maioria dos membros desta terceira facção esperava converter os judeus ao cristianismo em sua chegada à Inglaterra, apressando assim a segunda vinda e o advento da era messiânica.
Embora a conferência não tenha chegado a uma conclusão definitiva sobre se a readmissão judaica deveria ser realizada, foi importante para esclarecer que o reassentamento era legalmente permitido. A maioria dos juristas proeminentes concordou que "não há lei contra a vinda deles (os judeus)". Isso estava correto, pois os judeus haviam sido expulsos da Inglaterra pelo Édito de Expulsão em 1290 com base em um decreto real, não com base na legislação parlamentar. Essa descoberta seria crucial para a eventual readmissão de judeus na década de 1660.